# BusLine

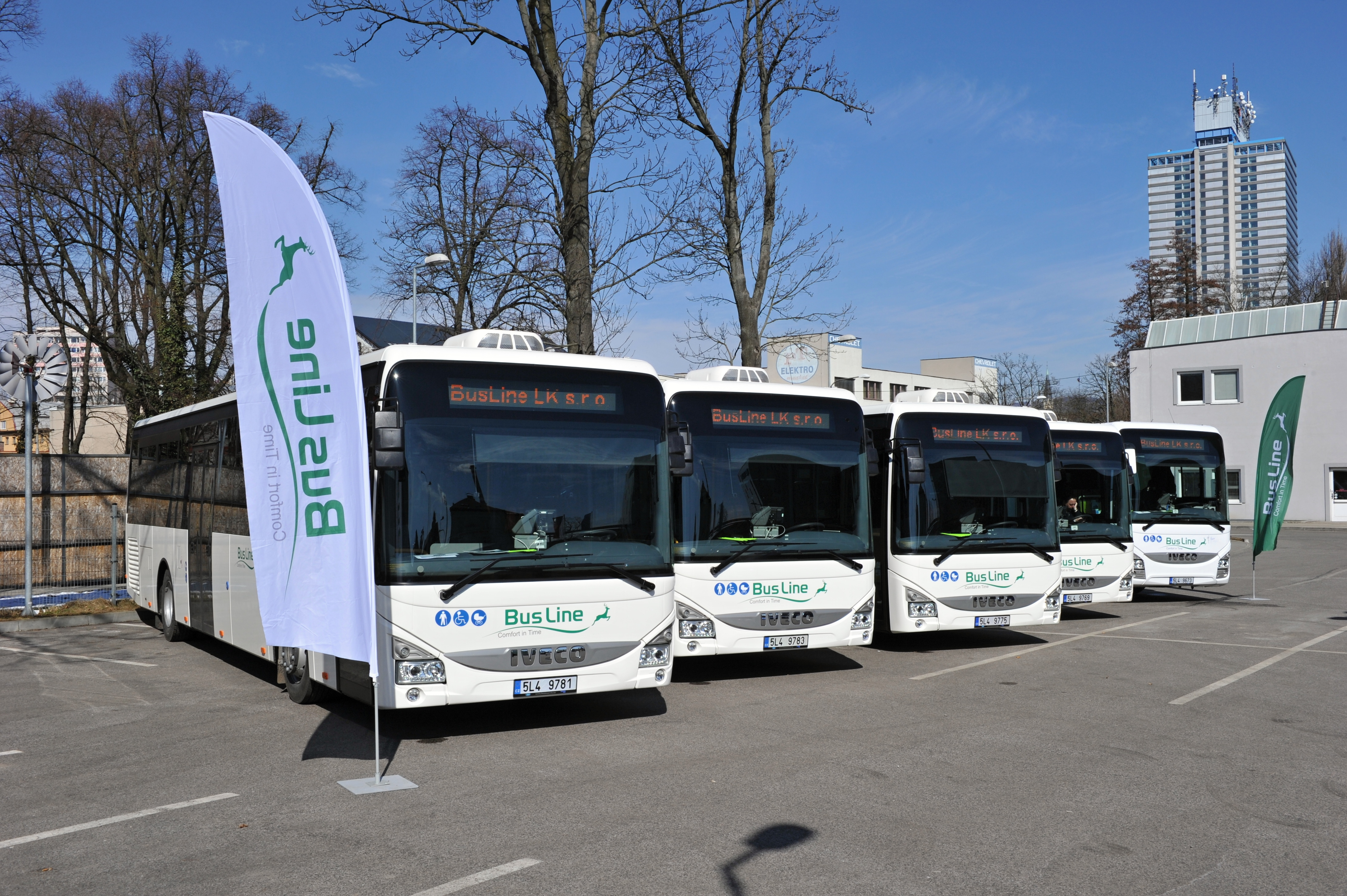
Autobusy BusLine značky IVECO

BusLine a.s. byl český autobusový dopravce, který vznikl k 12. prosinci 2010 fúzí dopravců ČSAD Semily a.s. a ČSAD Jablonec nad Nisou a.s. BusLine holding s.r.o. byl založen roku 2017 a byla do něj transformována většina dosavadní společnosti BusLine a.s. Po převedení většiny majetku a činností na nový holding byla zbytková společnost BusLine a.s., působící již jen v Ústeckém kraji, prodána majiteli společnosti Autobusová doprava Podbořany a následně přejmenována v roce 2018 na TD BUS a.s., a poté v dubnu 2019 na Witbystar a.s. Holding BusLine působí převážně v Libereckém, Královéhradeckém kraji a Pardubickém, v menší míře ve Středočeském a Ústeckém kraji.

## Historie

### BusLine holding s.r.o.
29. prosince 2016 byly do obchodního restříku zapsány společnosti BL01 s.r.o., BL02 s.r.o., BL03 s.r.o., BL04 s.r.o., BL05 s.r.o., BL06 s.r.o., jejichž zakladatelem a jediným společníkem byl Jakub Vyskočil. 9. srpna 2017 založil Jakub Vyskočil společnost BusLine holding s.r.o.
K 1. říjnu 2017 byla přejmenována: 
- BL01 s.r.o. na BusLine MAD Česká Lípa s.r.o. (provozuje MHD v České Lípě)
- BL02 s.r.o. na BusLine MHD s.r.o. (do ledna 2019 provozovala MHD v Jablonci nad Nisou a okolí včetně některých linek v Liberci jako subdodávku pro DPMLJ)
- BL03 s.r o. na BusLine LK s.r.o. (provozuje regionální dopravu v oblasti Libereckého kraje i dálkovou dopravu včetně dvou linek z Litoměřic do Prahy)
- BL04 s.r.o. na BusLine KHK s.r.o. (provozuje regionální dopravu v oblasti Jičínska a Hořicka a v malém rozsahu i dálkovou dopravu)
- BL05 s.r.o. na BusLine Support s.r.o. (tato společnost je uvedena jako hlavní kontaktní údaj ve zprávě skupiny o činnosti za rok 2017,[2] na webu společnosti je pod jejím názvem sekce Správa společností s podsekcemi sekretariátu, PR, pronájmu reklamních ploch, oddělení finančního, personálního, IT, výluky, divize pravidelné dopravy, provozně-technický úsek a divizi dílen a opravárenství)
- BL06 s.r.o. na BusLine Technics s.r.o. Tato společnost zajišťuje servis autobusů pro všechny společnosti skupiny.[2] Na webu skupiny je pod názvem této společnosti sekce Dílny a sklady MTZ

K 9. říjnu 2017 pak bylo do obchodního rejstříku zapsáno, že se tyto společnosti Jakuba Vyskočila staly majetkem jeho společnosti BusLine holding s.r.o.
Podle tiskové zprávy byla k 1. říjnu 2017 společnost změněna na holding převedením části jmění na 8 dceřiných společností  BusLine MAD Česká Lípa s.r.o., BusLine MHD s.r.o., BusLine LK s.r.o., BusLine KHK s.r.o., BusLine Support s.r.o., OverLine s.r.o., BusLine Technics s.r.o. a EnergoGas Invest s.r.o., původní společnost BusLine a.s. přitom nezanikla, ale zůstalo jí jmění a zakázky v Ústeckém kraji, v červnu 2018 se jí pak holding prodejem zbavil. Jako hlavní důvod reorganizace byla uvedena rozdílnost systému výpočtu mezd řidičů u různých objednatelů dopravy a snaha o regionalizaci řízení jednotlivých společností tak, abychom byly schopny efektivněji reagovat na požadavky jednotlivých objednatelů. K 1. říjnu 2017 podle jizdních řádů přešly linky BusLine v Libereckém kraji na BL03 s.r.o. a linky BusLine v Královéhradeckém kraji na BL04 s.r.o. Změny označení dopravců v jízdních řádech na nové názvy měly být provedeny souhrnně v prosinci 2017.
Později byly do holdingu začleněny nebo jako součástí holdingu nově založeny další společnosti: 
- EnergoGas Invest s.r.o. byla jako společnost Jakuba Vysočila zapsána 30. června 2014. K 27. říjnu 2017 byla přepsána do vlastnictví BusLine holding s.r.o.[5] Na webu skupiny je pod názvem této společnosti sekce Správa nemovitostí.
- OverLine s.r.o. byla zapsána 20. prosince 2016, k 30. listopadu 2017 bylo vlastnictví přepsáno z Jakuba Vyskočila na BusLine holding s.r.o. Na společnost postupně přešla odštěpená část společnosti BusLine a.s. a střediska logistiky společností BusLine MAD Česká Lípa s.r.o. a BusLine MHD s.r.o.[5] Na webu skupiny je pod názvem této společnosti sekce Vozový park.
- NorthBus s.r.o. byla zapsána 7. prosince 2017,[5] provozuje smluvní a zájezdovou dopravu pro velké množství cestovních kanceláří, škol a ostatních objednavatelů z celé České republiky. Její provoz je obstarán zájezdovými autobusy a minibusy.[2]
- 11. ledna 2019 byla založena společnost BL11 s.r.o. a k 21. únoru 2019 byl její název přepsán na BusLine MHD Jablonecko s.r.o.[5] (provozuje MHD v Jablonci nad Nisou a okolí na základě smlouvy se svazkem obcí Jablonecka)
- 11. ledna 2019 byla založena společnost BL12 s.r.o. a k 31. prosinci 2019 byl její název přepsán na BusLine Plzeňsko s.r.o.[5]  Dne 31. prosince 2019 bylo na tuto společnost převedeno středisko Plzeňsko ze společnosti BusLine LK s.r.o.[5]
- 11. ledna 2019 byly založeny společnost BL13 s.r.o. a BL14 s.r.o., které dosud přejmenovány nebyly.[5]     Společnost BL14 s.r.o. (společně s Busline LK) v roce 2021 vyhrála 4 oblasti ve výběrovém řízení na zajištění dopravní obslužnosti Pardubického kraje.
- 11. ledna 2019 byla založena společnost BL15 s.r.o. a k 1. dubnu 2019 byl její název přepsán na BusLine Tarmac s.r.o.[5]
- 5. května 2020 byla založena společnost OverLine Fleet s.r.o.[5]
- 5. května 2020 byla založena společnost BusLine Express s.r.o.[5]
- 5. května 2020 byla založena společnost BusLine Hradec Králové s.r.o.[5]
- 7. května 2020 byly založeny společnosti BL16 s.r.o. a BL17 s.r.o. které dosud přejmenovány nebyly.[5]

Jednatelem skupiny BusLine se stal její vlastník Jakub Vyskočil, řízením společností skupiny BusLine byla pověřena Ing. Vladimíra Vyhnisová. Jako členové vedení skupiny jsou dále uváděni dopravní ředitel, provozně-technický ředitel a pověřený řízením finančního úseku.
Podle výroční zprávy za rok 2017 měla skupina BusLine ve vlastnictví přibližně 485 autobusů.

### Oddělení BusLine a.s. od skupiny BusLine
Podle sdělení z 27. června 2018 společnost BusLine a.s., působící již jen na území Ústeckého kraje, již není součástí skupiny BusLine, a akcionář tuto společnost prodal. Součástí kontraktu je smlouva o přejmenování společnosti, změně sídla společnosti a úplném oddělení od skupiny BusLine. K 25. červenci 2018 byla společnost BusLine a.s. přejmenována na TD BUS a.s. TD BUS jezdí s autobusy, které údajně patří společnosti Overline. BusLine údajně uvedla, že své aktivity v Ústeckém kraji prodala společnosti Autobusová doprava Podbořany.  Ta je podle Ústeckého deníku personálně propojená s MKPK Transport, potažmo s BusLine a.s. 29. dubna 2019 se společnost TD BUS a.s. podle obchodního rejstříku přejmenovala na Witbystar a.s.

### Dozvuky trestních řízení
V rozsáhlé korupční kauze Dopravního podniku měst Liberce a Jablonce nad Nisou, která se týkala jeho vztahů s BusLine a.s., byli tři hlavní obvinění, Luboš Wejnar, Pavel Šulc a Jiří Vařil, zadrženi při akci Národní centrály proti organizovanému zločinu, přes protesty policie i státního zástupce v květnu 2018 po dvoudenním zadržení propuštěni bez uvalení vazby, protože se za ně zaručily důvěryhodné osoby. Za Jiřího Vařila se zaručil herec Ivan Vyskočil, otec majitele a jednatele skupiny BusLine Jakuba Vyskočila. Podle Transparency International Vyskočilovo ručitelství za Vařila dokazuje propojení Jiřího Vařila s BusLine, ač se tato firma dnes tváří, že se svým zakladatelem nemá již nic společného, a ač v oficiálním vedení BusLine figuruje Jakub Vyskočil, je podle TI veřejným tajemstvím, že určující osobou je stále Jiří Vařil.
Jaroslav Tauchman z portálu nasliberec.cz na jaře 2018 uváděl, že tento portál již dlouhé roky ukazuje na skutečnost, že firma s nejasnou majetkovou strukturou čerpá desítky milionů veřejné podpory každý rok nejen v Libereckém kraji, s touto firmou je prokazatelně spojeno mnoho politiků napříč různými politickými stranami a její klíčovou postavou je Jiří Vařil, byť se nechal před několika lety oficiálně z orgánů společnosti vymazat. Podle rok a půl staré analýzy Krajského protikorupčního pracoviště z Liberce (KPKP) a Centra nezávislé investigace je jedním z nejdůležitějších podnikatelských partnerů Jiřího Vařila Jakub Vyskočil, v té době současný předseda dozorčí rady, většinový vlastník a statutární ředitel BusLine a.s. (od roku 2017 jediný společník nového holdingu), který v minulosti často působil ve statutárních orgánech firem společně s Jiřím Vařilem a často se stával majoritním vlastníkem těchto firem poté, co Jiří Vařil přestane ve firmě oficiálně vystupovat.
Jiří Vařil, který stál u zrodu firmy BusLine, v polovině ledna 2019 z neobjasněných důvodů vyběhl z honosné vily v Jizerské ulici v Harcově a vystřelil z brokovnice na přední kapotu a čelní okno automobilu s mladou rodinou, který zastavil na ulici před vjezdovou bránou. Podle okresního státního zástupce byl následně obviněn z výtržnictví a vydírání se zbraní v ruce. Motiv nebyl zjištěn; podle sousedů mu ujely nervy, protože se v poslední době, zejména po svém obvinění z korupce, bojí.
K 17. lednu 2020 již bylo v rozsáhlé korupční kauze spojené s Dopravním podnikem měst Liberce a Jablonce nad Nisou a společností BusLine stíháno 17 lidí a 14 firem, podle státního zástupce jde o jednu z nejrozsáhlejších korupčních kauz vůbec. Zpráva ČTK přitom zmínila Jiřího Vařila jako člověka, kterému podle policie fakticky patří firmy skupiny BusLine. Podle vyšetřovatelů firma BusLine a další společnosti dostávaly stamilionové zakázky mimo jiné díky tomu, že si Jiří Vařil zavazoval komunální a krajské politiky, ovládal i zaměstnance libereckého dopravního podniku, advokáty nebo auditory a šlo o propracovaný korupční systém.
Člen ODS a vlivný fotbalový boss Miroslav Pelta organizoval letecké zájezdy pro liberecké politiky z ČSSD, ANO, ODS a Starostů pro Liberecký kraj. MF Dnes v roce 2019 zjistila, že tyto zájezdy posléze platila společnost BusLine, která také sponzorovala Peltův fotbalový klub. Pelta byl v té době předsedou dozorčí rady dopravního podniku, který si u BusLine objednával kontroverzní subdodávky. Nový majitel nového holdingu BusLine Jakub Vyskočil odmítá komentovat záležitosti, v nichž figuruje Jiří Vařil, s poukazem na to, že Vařil ve firmě již není a jeho názory s ní tedy nemohou být spojovány.
Transparency International v březnu 2020 napsala na svém českém webu, že předseda ÚOHS Petr Rafaj měl s trestně stíhaným podnikatelem Jiřím Vařilem z firmy Busline nadstandardní vztahy, což samo vyvolává pochybnost o nezávislosti rozhodování úřadu, a že Rafaj se spolu se svou dcerou, členkou rozkladové komise, a s fotbalovým bosem Miroslavem Peltou na pozvání firmy BusLine podíval na fotbalový zápas Ajaxu Amsterdam.
Deník Právo v březnu 2020 uvedl, že společnost BusLine je jednou z firem, o něž se policie zajímá v souvislosti s vyšetřováním možného ovlivnění desetimiliardového tendru na výběr mýtného a Národní centrála proti organizovanému zločinu prověřuje dalších nejméně 20 veřejných zakázek, u kterých má podezření z manipulace při rozhodování ÚOHS. Na základě podnětů této společnosti prověřoval v minulosti antimonopolní úřad téměř všechny soutěže na zajištění veřejné dopravy v Libereckém kraji, ale i zakázky libereckého dopravního podniku, měst Litoměřice a Louny a aktuálně výběrové řízení na dopravu v Plzeňském kraji. Jakub Vyskočil potvrdil, že skupina BusLine je aktivním oponentem ve výběrových řízeních v mnoha krajích, kde podává své námitky a podněty a prosazuje u objednatelů správnost výběrových řízení, ale srovnání množství návrhů, ve kterých jí ÚOHS přisvědčil a nepřisvědčil je hluboce v neprospěch skupiny BusLine. Hejtman Libereckého kraje Martin Půta však tvrdí, že na propojení předsedy antimonopolního úřadu s některými osobami z Libereckého kraje kraj upozorňoval dlouhodobě a rozhodování úřadu kolem dopravy v kraji bylo z pohledu Libereckého kraje dlouhodobě nevyvážené v neprospěch kraje.

## Autobusová doprava

### BusLine a.s.
Společnost BusLine a.s. provozovala městskou, regionální, dálkovou i zájezdovou dopravu. BusLine poskytuje dopravní obslužnost zejména v Libereckém, Královéhradeckém, Ústeckém (do roku 2019) a Středočeském kraji. Celkem provozuje asi 180 linek.
Regionální autobusovou dopravu v Libereckém kraji provozovala zejména v okresech Semily a Jablonec nad Nisou, provozuje též MHD v České Lípě (15 linek, kolem 10 tisíc km ročně) a v Turnově (3 linky) a jako do konce ledna 2019 subdodavatel místního dopravního podniku též značnou část autobusové MHD v Liberci a Jablonci nad Nisou (v roce 2010 2,3 milionu km ročně). V Libereckém kraji měla v letech 2004–2009 ze všech autobusových dopravců největší podíl na dopravní obslužnosti objednávané krajem v závazku veřejné služby, kolem 3,1 milionů km ročně. Provozuje asi 80 linek v rámci systému IDOL. Za rok 2010 uvádí výroční zpráva v Libereckém kraji výkony 7,1 milionů km v linkové dopravě včetně komerční.
2. prosince 2009 uzavřel Dopravní podnik města Liberce a. s. bez výběrového řízení smlouvu se společností ČSAD Jablonec nad Nisou a. s. (jejímž právním nástupcem je BusLine a. s.) platnou do roku 2020 o celkovém objemu kolem 1,5 miliardy korun, podle níž má DPMLJ povinnost nakoupit od roku 2012 od BusLine a. s. minimálně 3,2 milionu vozokilometrů ročně. Proto na více než polovině městských linek provozovaných DPMLJ zajišťuje dopravu jako subdodavatel společnost BusLine a. s. Podíl BusLine a. s. na autobusové městské dopravě v Jablonci je stoprocentní, v Liberci asi třetinový. Smlouva údajně nahrazuje dřívější závazek Dopravního svazku obcí Jablonecka vůči ČSAD Jablonec. Společnosti BusLine pronajímá DPMLJ i 13 vlastních plynových autobusů. DPMLJ přitom sám od měst získal zakázku bez výběrového řízení jako tzv. vnitřní dopravce, který ji může dostat bez soutěže. Člen dozorčí rady podniku a opoziční liberecký zastupitel Josef Šedlbauer považuje smlouvu za nevýhodnou pro DPMLJ a protizákonnou a údajně podal k ÚOHS podnět k prošetření smlouvy. Podezřelé jsou podle něj ceny i rozsah výkonů a DPMLJ podle jeho odhadu ročně tratí touto smlouvou asi 30 milionů Kč. Několik zaměstnanců DPMLJ obviňuje svého zaměstnavatele ze snahy o likvidaci podniku.

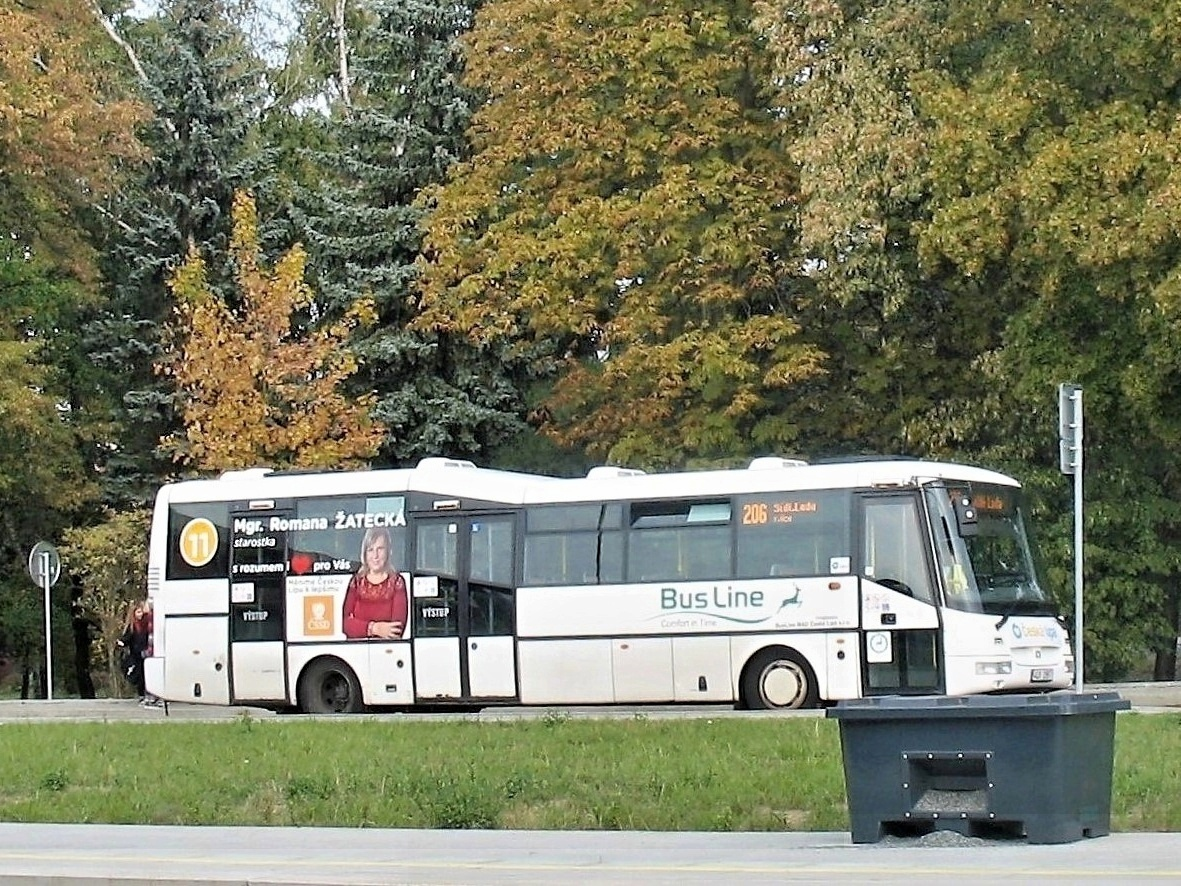
Autobus společnosti BusLine s reklamou kandidátů do městského zastupitelstva na zastávce před nádražím v České Lípě, říjen 2018

Podle zprávy z počátku září 2018 neproplatil DPMLJ tři faktury, protože BusLine si svévolně navýšil výši zálohové platby u ceny za dopravní výkon, aniž by to předem s někým konzultoval, a proto byly faktury vráceny k doplnění. V souvislosti s neproplacenými fakturami údajně městu Jablonci BusLine hrozí, že by mohl skončit okamžitě ze dne na den. DMPLJ rovněž odmítá vyplácet společnosti BusLine přiměřený zisk, což činí ročně zhruba 30 milionů korun, protože by to představovalo nedovolenou veřejnou podporu. BusLine smlouvu o dopravní obslužnosti, která původně měla končit prosincem 2019, vypověděl, přičemž výpovědní lhůta vyprší na konci ledna 2019. Důvod výpovědi byl údajně sdělen v textu výpovědi, ale BusLine ho zatím nechce medializovat. DPMLJ chce výpadek řešit pořízením autobusů v Německu. Na polovinu září svolal Jablonec nad Nisou kvůli řešení situace mimořádně zasedání zastupitelstva. Primátor Jablonce uvedl, že představitelé Jablonce chtějí vidět, že smlouva je potvrzená a že pořízené autobusy splňují nadefinovaný standard. Jablonec spolu s Dopravním spolkem obcí Jablonecka se připravuje i na variantu, že s BusLine uzavře přímou smlouvu, zatímco Liberec se chce spolupráce s BusLine už dlouho zbavit. Od 1.2.2019 provozuje MHD v Jablonci nad Nisou firma BusLine LK na základě smlouvy uzavřené s městem.
V Královéhradeckém kraji je dlouhodobě čtvrtým nejvýznamnějším autobusovým dopravcem v regionální dopravě, s ročními výkony kolem 1,8 milionu km, převážně v okrese Jičín. Provozuje 28 regionálních linek v rámci systému IREDO a dále po jedné lince MHD v Jičíně a Hořicích. Za rok 2010 uvádí výroční zpráva v Ústeckém kraji výkony 3,3 milionů km v linkové dopravě včetně komerční.
V Ústeckém kraji zdědila po ČSAD Semily a. s. 18% podíl v regionální autobusové dopravě (oblasti Šluknovsko – 13 linek včetně 2 mezinárodních, České středohoří-východ – 15 linek, Ústecko-sever – 6 linek) a stala se tak nejvýznamnějším regionálním autobusovým dopravcem v Ústeckém kraji, k prosinci 2011 vysoutěžila ještě desetiletou smlouvu na oblast Lounsko-západ (10 linek, 0,8 milionů km ročně), čímž svůj podíl zvýšila na 22 %. V této oblasti byl současně zahájen pilotní provoz zónově-relačního tarifu Ústeckého kraje. Dále provozuje dvě linky MHD v Litoměřicích a jednu linku MHD v Lovosicích (zakázka na 10 let od roku 2011). Za rok 2010 uvádí výroční zpráva v Ústeckém kraji výkony 5,8 milionů km v linkové dopravě včetně komerční.
V rámci výběrových řízení na provozování autobusové dopravy v Ústeckém kraji na desetileté období od 1. ledna 2015 BusLine a.s. uspěla v oblastech: 
- Ústecko (dosavadní oblast Ústecko-sever a části dosavadních oblastí České středohoří-východ a Příměstská doprava Teplice). Řízení bylo vypsáno v polovině listopadu 2013.[26] Hodnota zakázky byla odhadnuta na 710 milionů Kč,[27] orientační poptávaný výkon 2 221 818 km/rok[28] Smlouva byla uzavřena dne 7. března 2014.[28]
- Vejprtsko (dosavadní oblast Vejprty-Kadaň a část dosavadní oblasti Krušné hory-Chomutovsko). Hodnota zakázky byla vyčíslena na 304 milionů Kč,[27] orientační poptávaný výkon 1 074 083 km/rok[28] Na základě vítězství ve výběrovém řízení[29] byla smlouva podepsána 13. ledna 2014.[28]
- Lovosice-Louny (dosavadní oblasti Lounsko-jih a Lounsko-východ a České středohoří-západ). Hodnota zakázky byla vyčíslena na 448 milionů Kč,[27] orientační poptávaný výkon 1 756 592 km/rok[28] Ve výběrovém řízení zvítězila 23. dubna 2014 se základní cenou 24,41 Kč/km.[30]

Výkony ve Středočeském kraji v linkové dopravě včetně komerční vyčísluje výroční zpráva za rok 2010 na 0,25 milionů km.
V Jihomoravském kraji provozovala 10 regionálních linek v okolí Brna.
Sezónně provozovala 4 linky cyklobusů v Českém ráji, 4 linky cyklobusů v Krkonoších a 2 linky cyklobusů v Jizerských horách, speciální linku z Horních Míseček na Zlaté návrší, 3 linky skibusů v Krkonoších a 1 linku skibusu v Jizerských horách.
Na objednávku komerčních subjektů provozovala linky s bezplatnou přepravou do NC Géčko Liberec (dvě meziměstské linky se zhruba měsíční frekvencí provozu) a do OC Forum Liberec (5 tras, rovněž s asi měsíční frekvencí).
Na vlastní podnikatelské riziko provozovala řadu dálkových linek:
Z oblasti severních Čech do Prahy: 
- 510900 (později 501400) Šluknov – Rumburk – Varnsdorf – Nový Bor – Česká Lípa – Praha
- 590908 Ústí nad Labem – Praha (provoz ukončen v r. 2011)
- 550908 Litoměřice – Praha
- 550909 Litoměřice - Praha (zastávková)

Z oblasti Krkonoš a Jizerských hor do Prahy: 
- PID 700 Harrachov - Tanvald - Železný Brod - Turnov - Praha
- PID 720 Rokytnice nad Jizerou - Vysoké nad Jizerou – Semily – Železný Brod - Turnov – Mladá Boleslav – Praha
- PID 730 Vítkovice, Horní Mísečky – Jilemnice – Semily  – Turnov – Praha
- 670900 Rokytnice nad Jizerou - Harrachov – Tanvald- Jablonec nad Nisou – Praha (některé spoje jen do Jablonce nad Nisou jako expresní spoj)
- 630085 Hořice – Lázně Bělohrad – Jičín – Mladá Boleslav – Praha

Tangenciální linky: 
- 690940 Trutnov – Vrchlabí – Jilemnice – Jablonec nad Nisou – Liberec – Nový Bor – Děčín – Ústí nad Labem (dříve 690850 Vrchlabí – Jilemnice – Jablonec nad Nisou – Liberec – Nový Bor – Ústí nad Labem), v roce 2019 vedena v trase Špinlerův Mlýn - Vrchlabí - Jilemnice - Jablonec nad Nisou - Liberec
- 540370 Liberec/Jablonec nad Nisou – Turnov – Hradec Králové – Brno (2016 zkrácena do Hradce Králové)
- 630084 Jičín – Hradec Králové – Pardubice – Chrudim – Havlíčkův Brod – Jihlava

Mezinárodní linka: 
- 000218 Špindlerův Mlýn – Harrachov – Liberec – Bautzen – Dresden – Berlin (od roku 2014 mimo provoz)

Zajišťovala též smluvní a zájezdovou dopravu vnitrostátní i mezinárodní pro množství cestovních kanceláří, škol a dalších subjektů, zahraniční přepravy zejména do Chorvatska, Řecka a Itálie.
Dopravce provozuje více než 180 linek. Dálkové linky zajišťují převážně spojení z regionů s hlavním městem Prahou a s dalšími krajskými městy (Hradec Králové, Pardubice a Jihlava). Kromě toho obstarává i expresní linky Litoměřice – Praha a Jablonec nad Nisou – Praha, prioritně se však zaměřuje na provozování regionálních linek a městské hromadné dopravy. V letních měsících jsou zajištěny zvláštní turistické autobusy – cyklobusy, obsluhující turisticky významné lokality Českého ráje, Jizerských hor a Krkonoš. V zimních měsících jsou v lyžařských střediscích Jizerských hor, a Krkonoš provozovány skibusy. Společnosti skupiny BusLine se podílí i na zabezpečení náhradní autobusové dopravy za mimořádné i plánované vlakové výluky. a realizují smluvní i zájezdovou dopravu.
Regionální autobusovou dopravu v Libereckém kraji provozovala zejména v okresech Semily a Jablonec nad Nisou, provozuje též MHD v České Lípě a v Turnově (3 linky) a jako do konce ledna 2019 subdodavatel místního dopravního podniku též značnou část autobusové MHD v Liberci a Jablonci nad Nisou (v roce 2010 2,3 milionu km ročně). V Libereckém kraji měla v letech 2004–2009 ze všech autobusových dopravců největší podíl na dopravní obslužnosti objednávané krajem v závazku veřejné služby, kolem 3,1 milionů km ročně. Provozuje asi 80 linek v rámci systému IDOL. Za rok 2010 uvádí výroční zpráva v Libereckém kraji výkony 7,1 milionů km v linkové dopravě včetně komerční.
Sezónně provozuje 4 linky cyklobusů v Českém ráji, 4 linky cyklobusů v Krkonoších a 2 linky cyklobusů v Jizerských horách, speciální linku z Horních Míseček na Zlaté návrší, 3 linky skibusů v Krkonoších a 1 linku skibusu v Jizerských horách.

### BusLine holding s.r.o.
Z transformované skupiny BusLine k roku 2021 podle Celostátního informačního systému jízdních řádů provozují veřejnou linkovou autobusovou dopravu tito dopravci: 
- BusLine LK s.r.o. z provozoven Jilemnice, PAD Jablonec nad Nisou, Rokytnice, Semily, Turnov a Litoměřice
- BusLine KHK s.r.o. z provozoven Hořice a Jičín
- BusLine MAD Česká Lípa s.r.o. z provozovny Česká Lípa
- BusLine MHD Jablonecko s.r.o. z provozovny MHD Jablonec nad Nisou (pouze do února 2021, od Kdy jezdí v MHD Jablonecko nový dopravce, provoz

Ve zprávě o činnosti za rok 2017 skupina uváděla, že provozuje 4 příhraniční mezinárodní linky, v květnu 2020 však již tyto linky v Celostátním informačním systému o jízdních řádech nejsou uvedeny s výjimkou jedné (Verneřice–Bahratal), kterou převzala Dopravní společnost Ústeckého kraje. 
Smouvní a zájezdovou dopravu zajišťuje společnost NorthBus s.r.o. ze skupiny BusLine. Z veřejné prezentace není zřejmé, která ze společností skupiny vlastní a provozuje historické autobusy.
Skupina BusLine provozuje stovky autobusů s průměrným stářím 6 let.[kdy?] Již několik let[kdy?] dbá na ekologický provoz, a proto průběžně výrazným způsobem posiluje[kdy?] svůj vozový park o autobusy na pohon CNG. Disponuje[kdy?] jedním z nejekologičtějších vozových parků v České republice, z celkové flotily autobusů jich jezdí 26 %[kdy?] na CNG. V současnosti[kdy?] skupina BusLine přistupuje v Libereckém a Královéhradeckém kraji k výraznému obnovování vozového parku, a to autobusy typu Iveco Crossway LE a Iveco Crossway PRO, které nahrazují starší vozy, především typu Karosa a SOR.

#### BusLine LK s.r.o.
Společnost BusLine LK s.r.o. provozuje přes 70 regionálních autobusových linek v Libereckém kraji, zejména v okresech Liberec, Jablonec a Semily
Provozuje 3 linky městské hromadné dopravy v Turnově (2 v pracovní den a 1 víkendová). V roce 2015 získala BusLine a.s. zakázku na roky 2016–2020, tato zakázka v rámci reogranizace přešla na BusLine LK. Město v březnu 2020 jednalo o plném začlenění těchto linek do krajské dopravní obslužnosti a tím právním zániku MHD.
BusLine LK provozuje též 3 cyklobusové linky v oblasti Českého ráje (670592 okružní ze Semil přes Turnov, Kozákov, Vyskeř a Malou Skálu, 670591 ze Semil přes Kozákov do Troskovic, společně s Busline KHK linku 670391 Turnov–Jičín přes Hrubou Skálu a Prachov), 2 cyklobusové linky v Jizerských horách (530395, 530795), dále turistický minibus zajišťující místní dopravu v Harrachově (670943), cyklobus napříč Krkonošemi (670990), v rámci linek 670991 a 670995 zajíždí na speciální turistický úsek mezi zastávkami Horní Mísečky a Zlaté návrší. V zimě provozuje skibusové linky v oblasti Rokytnice nad Jizerou (670992) a Harrachova (679990). 
Ve své zprávě o činnosti za rok 2017 skupina uvádí, že nedávno uzavřela novou desetiletou smlouvu na zajištění dopravní obslužnosti v Libereckém kraji v oblasti Jablonecka, Semilska a Turnovska.
BusLine LK provozuje několik dálkových linek: 
- 501140 Liberec – Nový Bor (provozovna Turnov)
- 530190 Jablonec nad Nisou – Praha (expresní, zajišťuje provozovna PAD Jablonec nad Nisou)
- 540370 Liberec – Turnov – Jičín – Hořice – Hradec Králové (zajišťují 3 provozovny společně s 2 provozovnami BusLine KHK s.r.o.)
- 670780 Rokytnice nad Jizerou – Harrachov – Tanvald – Železný Brod – Turnov – Praha (zajišťují provozovny Jablonec a Rokytnice)
- 670930 Rokytnice nad Jizerou – Vysoké nad Jizerou – Bozkov – Semily – Turnov – Mladá Boleslav – Praha (provozovna Turnov)
- 670950 Rokytnice nad Jizerou – Vysoké nad Jizerou – Semily – Železný Brod – Turnov – Mladá Boleslav – Praha (zajišťují 3 provozovny spolu s jičínskou provozovnou BusLine KHK s.r.o.)
- 670970 Vítkovice,Horní Mísečky – Jilemnice – Semily – Turnov – Praha (2 provozovny)
- 670980 Rokytnice nad Jizerou – Jilemnice – Jičín – Mladá Boleslav – Praha (provozovna Rokytnice)
- 670981 Rokytnice nad Jizerou – Harrachov – Desná – Tanvald – Jablonec nad Nisou – Praha (provozovna Rokytnice)

Provozovna Litoměřice zajišťuje pouze dvě dálkové linky: 
- 550908 Litoměřice – Praha (expresní)
- 550909 Litoměřice – Doksany – PStraškov – PVodochody – PPraha

#### BusLine KHK s.r.o.
BusLine KHK s.r.o. provozuje ke květnu 2020 celkem 30 regionálních linek z oblasti Jičínska a Hořicka. Z toho 1 linku (670501 Semily – Lomnice nad Popelkou – Železnice – Valdice – Jičín) provozuje společně s BusLine LK s.r.o. 
BusLine KHK provozuje též 2 cyklobusové linky v oblasti Českého ráje (společně s Busline LK linku 670391 Turnov–Jičín přes Hrubou Skálu a Prachov, na lince 630077 cyklospoje z Jičína přes Sobotku na hrad Kost)
Provoz MHD v Hořicích obnovila od 1. ledna 2002 ČSAD Semily a.s. (později BusLine a.s.), od 1. ledna 2006 byla linka, provozovaná jedním midibusem, formálně změněna na městskou dopravu a provozována na základě smlouvy s městem. Od 1. října 2017 přešla linka na BusLine KHK. Ve zprávě o činnosti skupiny BusLine za rok 2017 je zmiňováno provozování na základě smlouvy pro roky 2016–2018. V květnu 2020 skupina BusLine existenci MHD v Hořicích na svém webu nezmiňuje, MHD v Hořicích byla od 1. dubna 2019 nahrazena linkami objednávanými krajem, které provozuje rovněž BusLine KHK.
MHD v Jičíně, provozovaná jedním autobusem, byla spuštěna zkušebně od 1. října 2001 a pravidelně od 1. dubna 2002, v roce 2005 byla rozšířena o druhý autobus a druhou linku, od 1. ledna 2006 je provozována jako MHD na základě smlouvy s městem Jičín. Ve zprávě o činnosti skupiny BusLine za rok 2017 je zmiňováno provozování skupinou BusLine na základě smlouvy pro roky 2014–2019. V květnu 2020 skupina BusLine existenci MHD v Jičíně na svém webu nezmiňuje, novým provozovatelem se od ledna 2020 stal Milan Fejfar.
BusLine KHK provozuje tři dálkové linky vypravované z obou provozoven: 
- 540370 Liberec – Turnov – Jičín – Hořice – Hradec Králové (z obou provozoven, společně s BusLine LK s.r.o.)
- 630085 Hořice – Lázně Bělohrad – Nová Paka – Jičín – Mladá Boleslav – Praha (z obou provozoven)
- 670950 Rokytnice nad Jizerou – Vysoké nad Jizerou – Semily – Železný Brod – Turnov – Mladá Boleslav – Praha (z jičínské provozovny, spolu se 3 provozovnami BusLine LK s.r.o.)

#### BusLine MAD Česká Lípa s.r.o.
BusLine MAD Česká Lípa s.r.o. provozuje ke květnu 2020 celkem 16 linek MHD Česká Lípa. 

#### BusLine MHD Jablonecko s.r.o.
BusLine MHD Jablonecko s.r.o. provozuje ke květnu 2020 celkem 24 denních a 1 noční okružní linku MHD Jablonec nad Nisou. 
Do roku 2009 provozovala MHD v Jablonci na vlastní licence ČSAD Jablonec nad Nisou a.s., od 1. ledna 2010 se držitelem licencí stal Dopravní podnik měst Liberce a Jablonce nad Nisou, avšak dosavadní dopravce ji v plném rozsahu zajišťoval jako subdodávku. Celá tato činnost pak ještě v roce 2010 přešla fúzí na BusLine a.s., od 1. října 2017 pak v rámci reogranizace skupiny na BusLine MHD s.r.o., stále jako subdodávku pro DPMLJ. 
Od 26. ledna 2019 zajišťuje autobusovou dopravu na území členských obcí Dopravního sdružení obcí Jablonecka včetně městské dopravy v Jablonci nad Nisou společnost BusLine MHD Jablonecko, s.r.o. na základě smlouvy z ledna 2019, platné do konce ledna 2021. V prosinci 2019 jablonecké zastupitelstvo jednalo o tom, že nová smlouva by měla začít platit od 1. února 2021 o 31. ledna 2031, přičemž členské obce chtějí i nadále navzájem spolupracovat a za výhodnější a méně rizikové než provozovat tuto dopravu vlastním dopravcem Jablonecká dopravní, kterého si předchozí rok město založilo, seznali přípravu a vyhlášení výběrového řízení a zajištění externím dopravcem.

## Vozový park
| Typ | Počet vozů k datu: 10.01.2024 | Poznámky |
| --- | ----------------------------- | --- |
| BUSPLAN Iveco Daily | 1                             | BusLine LK                                                                                                   |
| Dekstra LE37 | 8                             | 2 KS - BusLine LK 6 KS - BusLine KHK                                                                         |
| IRISBUS Crossway 12M | 3                             | BusLine LK                                                                                                   |
| Irisbus Crossway LE 12M | 3                             | BusLine LK                                                                                                   |
| ISUZU NOVO CITI LIFE CLASS II | 9                             | 3 Ks - BusLine LK 2 Ks - BusLine KHK 4 Ks - BusLine Pardubicko                                               |
| ISUZU CITYBUS CLASS I | 4                             | BusLine MAD Česká Lípa                                                                                       |
| IVECO FENKISBUS SUBURBAN P | 2                             | 1 KS - BusLine LK 1 KS - BusLine MAD Česká Lípa                                                              |
| IVECO MAGELYS PRO 12.2M | 1                             | Northbus |
| IVECO EVADYS 12M | 2                             | 1 KS - BusLine Jižní Čechy 1 KS - BusLine KHK                                                                |
| Iveco Crossway LE LINE 10,8M | 25                            | 18 KS BusLine LK 3 ks - BusLine KHK 2 ks - BusLine Pardubicko 2 KS BusLine Jižní Čechy                       |
| Iveco Crossway LE LINE 12M | 66                            | 20 ks - BusLine Jižní Čechy 10 ks - BusLine KHK 30 ks - BusLine LK 2 ks - BusLine Pardubicko 4 ks - NorthBus |
| Iveco Crossway LE LINE 14,5M | 3                             | BusLine KHK                                                                                                  |
| Iveco Crossway LE CITY 10,8M | 9                             | 1ks - BusLine LK 8ks - BusLine MAD Česká Lípa                                                                |
| Iveco Crossway LE CITY 13M | 1                             | NorthBus |
| Iveco Crossway LE CITY 14.5M | 1                             | BusLine LK                                                                                                   |
| Iveco Crossway LINE 13M | 2                             | BusLine LK                                                                                                   |
| Iveco Crossway PRO 12M | 11                            | BusLine LK                                                                                                   |
| Iveco Crossway PRO 13M | 10                            | 8ks - BusLine LK 2ks - BusLine KHK                                                                           |
| Iveco Urbanway 10,5M CNG | 1                             | BusLine MAD Česká Lípa                                                                                       |
| Iveco Urbanway 12M | 5                             | BusLine MAD Česká Lípa                                                                                       |
| Iveco Urbanway 12M CNG | 6                             | BusLine MAD Česká Lípa                                                                                       |
| Karosa AXER 12M C 956.1074 | 1                             | 1ks - Historický/muzejní                                                                                     |
| Karosa C954E | 1                             | 1ks - Historický/muzejní                                                                                     |
| MAN LION´S REGIO L | 1                             | BusLine LK                                                                                                   |
| MAN LION´S COACH MAN LION´S COACH L | 2 1                           | BusLine LK                                                                                                   |
| MERCEDES-BENZ INTOURO III L | 13                            | BusLine LK                                                                                                   |
| MERCEDES-BENZ TOURISMO 15 | 1                             | BusLine Pardubicko                                                                                           |
| SETRA S415 LE business | 3                             | BusLine KHK                                                                                                  |
| Solaris Urbino 15 LE | 4                             | BusLine LK                                                                                                   |
| SOR BNG 10,5 | 1                             | BusLine MAD Česká Lípa                                                                                       |
| SOR CN 9,5 | 13                            | 4 ks - BusLine LK 9 ks - BusLine KHK                                                                         |
| SOR CN 10,5 | 64                            | 14ks - BusLine LK 19ks - BusLine KHK 28ks - BusLine Pardubicko 3 ks - BusLine Jižní Čechy                    |
| SOR ICN 10,5 | 10                            | BusLine Pardubicko                                                                                           |
| SOR CNG 10,5 | 2                             | BusLine LK                                                                                                   |
| SOR CN 12 | 13                            | 1 ks - BusLine Pardubicko 5 ks - NorthBus 7 ks - BusLine Jižní Čechy                                         |
| SOR CN 12,3 | 99                            | 22 ks - BusLine LK 30 ks - BusLine KHK 46 ks - BusLine Pardubicko 1 ks - BusLine Jižní Čechy                 |
| SOR CNG 12,3 | 14                            | 9 ks - BusLine LK 4 ks - BusLine KHK 1 ks - BusLine Jižní Čechy                                              |
| SOR ICN 12.3 | 2                             | BusLine KHK                                                                                                  |
| *takto označený datum dodání = byl vyroben v jiném roce, ale dodán (předán) byl v uvedeném roce **takto označený počet vozů = dosud nebyl zařazen do provozu |                               | |

### Historické autobusy
Společnost BusLine a.s. vlastnila čtyři autobusové veterány a jeden přívěs:
- Škoda 706 RTO Jelcz
- Škoda 706 RTO MTZ
- ŠL 11-1307 Turist
- KAROSA LC 736
- PO – 1E (autobusový přívěs)

Tyto historické vozy jsou především využívány k vyhlídkovým jízdám v rámci pořádání různých akcí pro veřejnost, přičemž jsou upřednostňovány dobročinné účely před komerčními. Jeden z vozů se v roce 2012 objevil i v českém seriálu „Vyprávěj“.
Podle webu Seznam autobusů připadla tato vozidla v rámci reogranizace nejprve společnosti BusLine LK, poté se vlastníkem stala společnost OverLine, která je společnosti BusLine LK pronajímá. 
Společnost BusLine se svými historickými vozy pořádá různé akce, např.
- Muzejní noc pod Ještědem v Liberci a Jablonci nad Nisou
- Dny evropského dědictví v Jablonci nad Nisou
- Den historických vozidel v České Lípě
- Oslavy Ještědu v Liberci
- Provoz zubačky v Kořenově
- Retro jízdy v Českém ráji
- Čertovské retro jízdy v Turnově